# Шведска мукиња
Шведска мукиња (Sorbus intermedia) је врста коју је први описао 1784. Jakob Friedrich Ehrhart (1742–1795) немачко-швајцарски ботаничар, Линеов ученик објавивши је под називом Pyrus intermedia у  Gartenkalender 4: 197. Етимологију назива рода је тешко успоставити. По неким ауторима је од келтске речи 'sorb' = опор, што указује на укус плода, други, назив рода доводе у везу са латинским sorbum = оскоруша, односно глаголом sorbere = гутати, пошто се плодови јаребика једу; мање је вероватно да је од арапске речи شربة (схариба) = пиће, јер се од плода може направити напитак. Може потицати од индоевропског корена сер или сор и њихових деривата сербхо- или сорбхо, црвене, црвенкасте.
Епитет врсте дат је по латинском intermedius, -a, -um = између, средњи, јер је, као и Sorbus hybrida, скандинавска јаребика апомиктични тетраплоид највероватније хибридног порекла од S. torminalis и неких тетраплоидних представника Aria комплекса, а има аутора који укључују S. aucuparia у родитељство правдајући то дубоком режњевитошћу листова. На хибридни карактер указује и научни назив који је у литератури често са знаком × (Sorbus × intermedia). У српском језику поред назива шведска мукиња среће се и назив скандинавска јаребика.

## Опис врсте
Листопадно, средње високо дрво густе круне, 7 до 15 m, понекад и више, а понекад у природи и жбунасто. Изданци у младости густо вунасто длакави преко зиме постају голи. Пупољци јајасти, зашиљени, са 4-5 љуспи које су по ободу вунасто длакаве. Кора сива и скоро глатка. Корен срцаст.
Широкоовални или јајасти, наизменични листови, 5-12 cm дуг и 3-8 cm широки, одсечене или заобљене основе и заобљеног или зашиљеног врха са 6-9 пари бочних нерава. Лисне маргине са симетричним назубљеним режњевима који су израженији у основи листа, а понекад урез иде до централног нерва; горња страна листа глатка, сјајна, одоздо лист густо сомотасто беличасто длакав.
Хермафродитни цветови мутнобели око 2 cm у пречнику у великим, густим штитастим, терминалним гроњама, преко 12 cm у пречнику, током априла-маја, по олиставању. Чашица, дршка цвета и звонаст хипантијум вунасти; 5 чашичних листића копљастотроугласти, 1,5–2 mm дуги; латице крунице обле при дну длакаве, конкавне, 4–6 mm дуге; 20 прашника неједнаке дужине, просечно дуги као круница, филаменти бели, антере жуте; тучак синкарпан од две карпеле, са два стубића. Врста је самооплодна и апомиктична
Јабучасти плодови (псеудокарп) овални, око 12–15 mm дуги, пречника 10–12 mm, црвенонаранџасти, сјајни са остацима петочлане чашице на мање-више беличасто длакавом врху плода. Садрже 2 до 4 семена. Пулпа разраслог хипантијума наранџаста, јестива. Плод зрео у септембру, остаје на гранама до половине зиме, орнитохоран. Плодоноси од 8. године. Ексалбуминско, ортодоксно семе елипсоидно, закривљено капљичасто, црвенкастобраон, 5,5–6,5 mm дуго, 2,5–3,5 mm широко. У килограму 62.000 зрна. Клијање епигеично.

## Ареал
Главно распрострањење S. intermedia је у јужном делу Шведске, укључујући и острва, на истоку Данске (Bornholm) и јужним обалама Балтика (крајњи југозапад Финске, Естонија, Литванија и северна Пољска). Натурализована је широко у Европи, укључујући и Британију где је расејавају птице.

## Биоеколошке карактеристике
Одлично подноси ниске температуре и сушу и отпорна је на ветар. Као факултативни хелиофит поред осунчаних, подноси и станишта полусенке. Према земљишту није избирљива, од пешчаних до иловастих па и непропусних, компактних, од киселих до високо алкалних; најбоље резултате постиже на умерено хранљивом, добро дренираном земљишту богатом хумусом. За разлику од других врста рода, отпорна је на атмосферска загађења и пламењачу (Erwinia amylovora (Burrill 1882) Winslow et al. 1920).

## Значај
Шведска мукиња је снажно дрво широке круне које може да се грана до основе, са секундарним гранама које висе ка земљи што је чини живописном. Веома је погодна за хортикултуру и пејзажну архитектуру као врста за урбано зеленило, паркове, скверове, веће вртове, велике жардињере, за појединачну и групну садњу, дрвореде, за садњу дуж путева, а посебно у индустријским деловима због толерантности на загађени ваздух али и због естетских особина и корена који не диже плочник. Атрактивног хабитуса, уочљивих цвасти, колоритних плодова и листова Sorbus intermedia привлачи поглед током дугог дела године. Ако се редовно орезује може да буде густа листопадна жива ограда. . Посебно је погодна за обалске пределе изложене сланим ветровима где може да се примени у заштитним појасевима. 
Не тражи орезивање осим уклањања болесних, оштећених или укрштених грана. Плодови су добра храна за уморне птице селице, а могу се употребити и за људску исхрану сирови и кувани. Медоносна је врста.

## Размножавање
Семе треба сакупити у физиолошкој зрелости да инхибиторне материје не продру из пулпе у семе. Клијавост семена је око 70%. Сеје се у јесен на отвореном или се стратификује најмање 2 месеца за пролећну сетву. Размножавање резницама незадовољавајуће, око 5% уз примену фитохормона. У пракси се поред генеративног размножавања примењује калемљење на подлоге Sorbus aria, S. aucuparia, Crataegus monogyna, C. laevigata. Копулирање се изводи у марту на отвореном, обичним спајањем или триангулацијом, а окулирање јула-августа. 

## Унутарврсни таксони
У природи се срећу два варијетета 
- Sorbus intermedia var. arranensis (Hedl.) Render дрво до 10 m високо средње брзог раста.[8]
- Sorbus intermedia var. minima (Ley) Bean је издвојен у посебну врсту Sorbus minima (Ley) Hedl.

Једини култивар који се среће у расадницима је:
- Sorbus intermedia 'Brouwers' селектован у Холандији 1959. Изузетно отпоран на пламењачу и израженијег врха од основне форме. Спорорастући је са густим гранањем и мање обилно плодоноси.

## Напомена
1. ↑  Дрво пријатељства које су посадили Борис Тадић и Илхам Алијев приликом отварања обновљеног Ташмајданског парка у јуну 2011. Исечено је 2018.